# Polyxeni (Schiff, 1964)
Koordinaten: 20° 47′ 0″ N, 69° 45′ 0″ W
Die Polyxeni war ein Stückgutfrachter, der im Mai 1982 auf der Banco de la Plata, in den Hoheitsgewässern der Dominikanischen Republik auf Grund lief und zu einer Touristenattraktion wurde.

## Geschichte und Charakteristika
Der Stückgutfrachter wurde 1964 auf der Werft Nagoya Zosen in Nagoya unter der Werftnummer 196 für die japanische Reederei Shinko Kaiun K.K. unter dem Namen Kinsei Maru fertiggestellt. Der Frachter hatte drei Laderäume mit einem Gesamtvolumen von 5509 Kubikmetern und sechs bordeigene Ladebäume mit je einer Belastungsgrenze von 10 Tonnen. Die Kinsei Maru war für den Transport von Holz vorgesehen und fuhr vorwiegend Häfen in Südostasien und Ostasien an.
Zwischen 1974/75 wechselte das Schiff ihren Eigner und fuhr für die ebenfalls japanische Reederei Konishi Kaiun K.K. Im Jahr 1980 wurde das Schiff an die panamaische Reederei Polyxeni Maritime Limited verkauft und in Polyxeni umbenannt.

## Havarie und Verbleib
Am 26. Mai 1982 befand sich die Polyxeni auf einer Leerfahrt von Philadelphia nach San Pedro de Macorís, als sie auf der Banco de la Plata auf Grund lief und Leck schlug. Die Besatzung blieb unverletzt und gab das Schiff auf. In späterer Literatur wird die Polyxeni als angeblicher Drogenschmuggelfrachter ausgewiesen, der, bei dem Versuch der dominikanischen Küstenwache zu entkommen, auf Grund lief.
Das Wrack liegt in einem für Buckelwale wichtigen Überwinterungsgebiet. Bis Ende der 1990er Jahre wurde das Schiff als Beobachtungsstützpunkt von Meeresbiologen und Touristen genutzt, da sich nach der Havarie nur Teile des Hecks der Polyxeni unter Wasser befanden. Die Bordküche der Polyxeni wurde weitergenutzt, andere Sektionen des Wracks mussten mit Holz verstärkt werden. Teile der beweglichen Schiffsausrüstung des Wracks, wie die Signalflaggen, befanden sich Anfang der 1990er Jahre im Besitz des amerikanischen Cetologen Ken Balcomb. Ende der 1990er Jahre wurde die Nutzung des Wracks der Polyxeni zur Unterbringung von Besuchern und Touristen von dominikanischen Behörden verboten.
Ab Ende der 2000er Jahre war das Wrack einem zunehmenden Verfall ausgesetzt. Im Jahr 2014 befand sich der Großteil des Wracks bereits unter Wasser oder war gekentert. Die beiden Hurrikane Irma und Maria zerstörten 2017 die letzten über Wasser sichtbaren Schiffsteile, sodass das Wrack ab spätestens 2018 nicht mehr über Wasser sichtbar war.

## Galerie

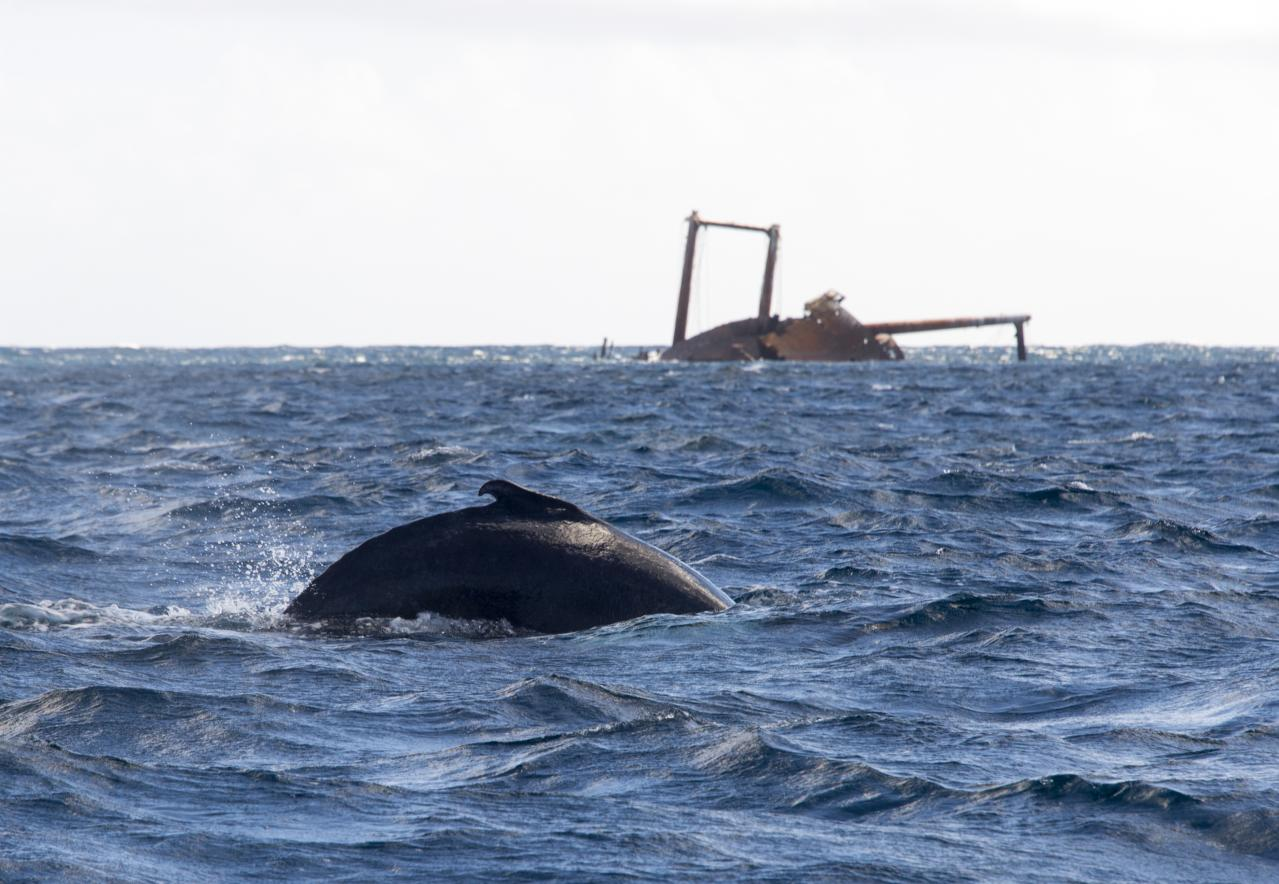
Das Wrack im Jahr 2014
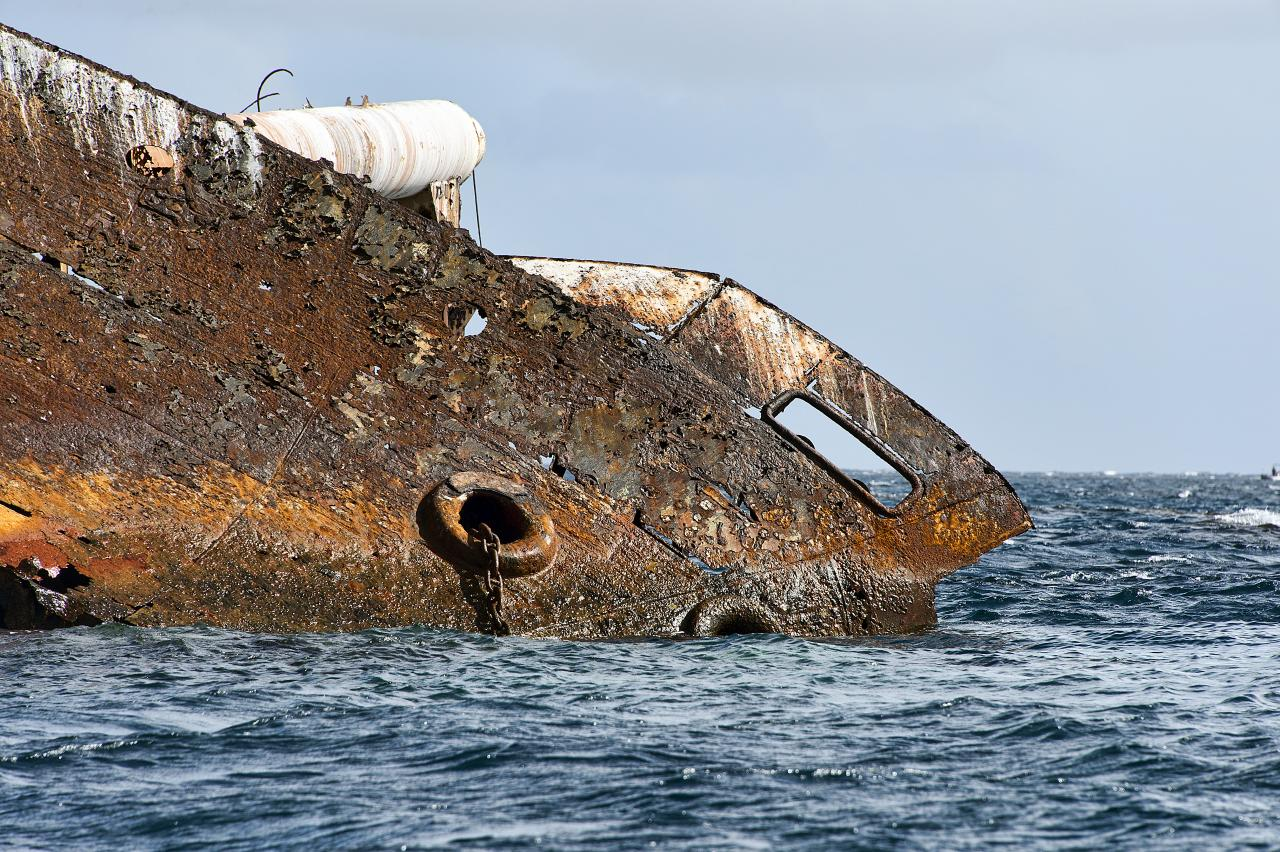
Nahaufnahme des Bugs, der ehemalige Schiffsname ist teilweise zu erkennen
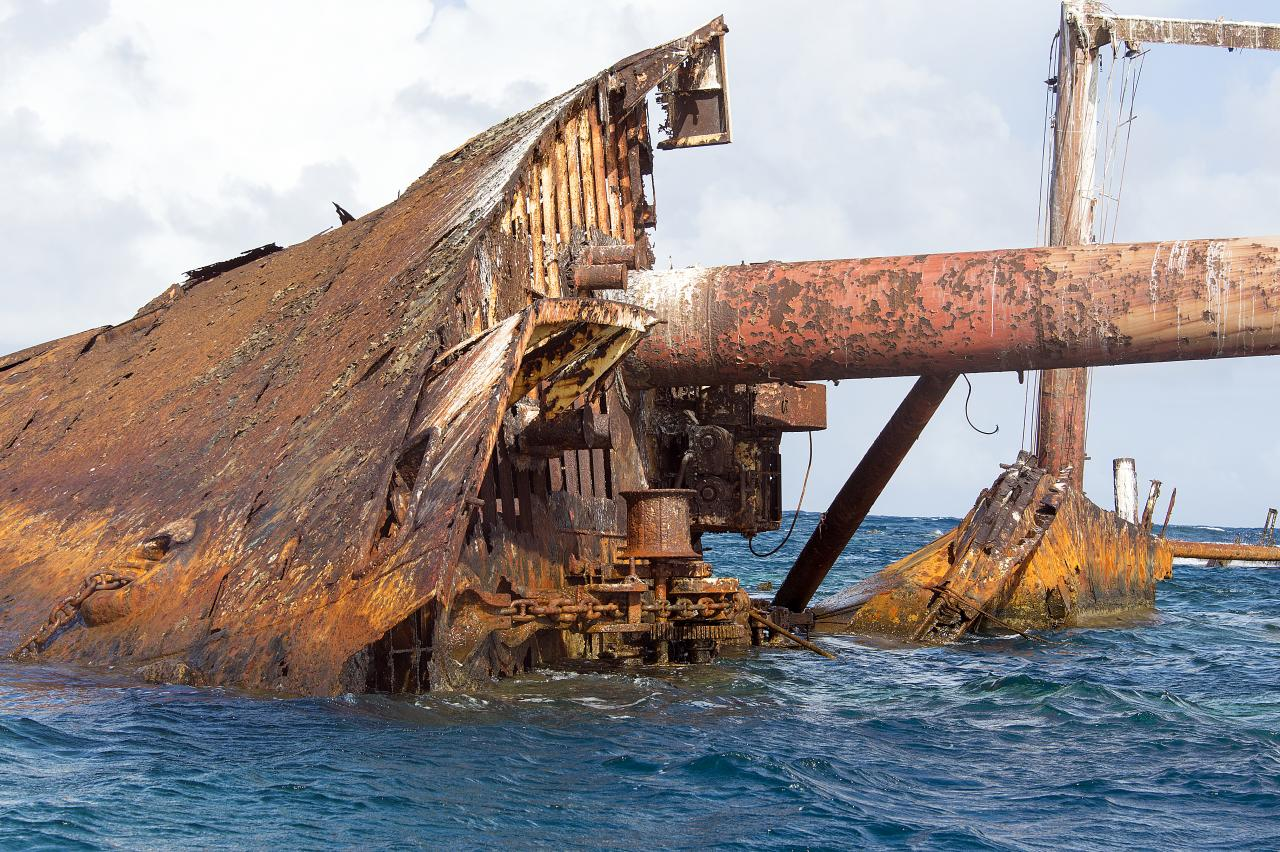
Der Bug mit Ankerkette
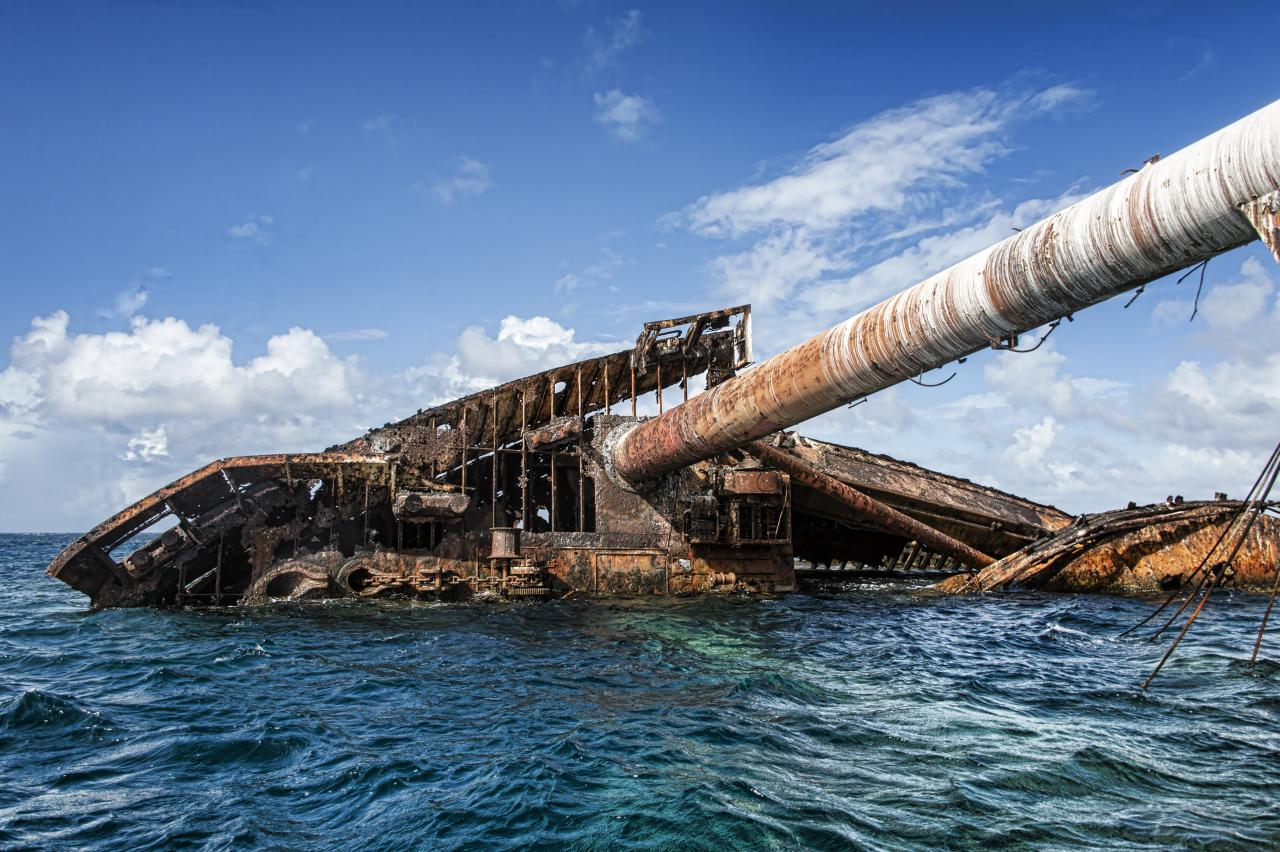
Bug mit Deckaufbauten
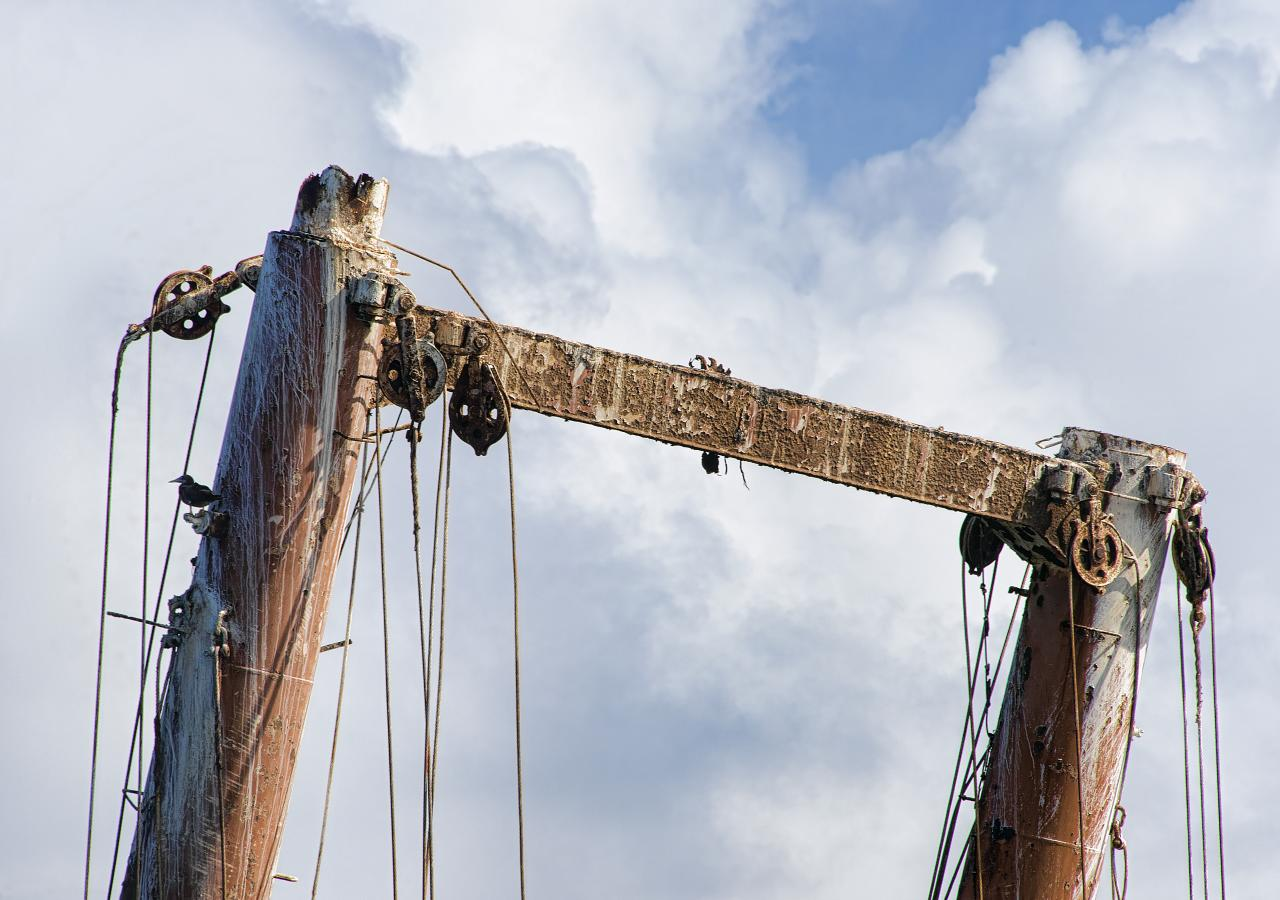
Hinterer Lademast